# قطعنامه ۱۰۸۰ شورای امنیت
قطعنامه ۱۰۸۰ شورای امنیت سازمان ملل متحد که در تاریخ ۱۵ نوامبر ۱۹۹۶ تصویب شد، سندی بین‌المللی دربارهٔ بررسی وضعیت در منطقه دریاچه‌های بزرگ است. این قطعنامه طی نشست ۳۷۱۳ام با ۱۵ رای موافق، ۰ مخالف و ۰ ممتنع تصویب شد.